# Bulldogs de Fresno State
Les Bulldogs de Fresno State (en anglais : Fresno State Bulldogs) est le nom d'un club omnisports universitaire de l'Université d'État de Californie à Fresno (Fresno, Californie). Les équipes des Bulldogs participent aux compétitions universitaires organisées par la National Collegiate Athletic Association. Fresno State fait partie de la division Mountain West Conference depuis 2012 après avoir évolué de 1929 à 1988 en California Collegiate Athletic Association, en Big West Conference de 1988 à 1992 puis en Western Athletic Conference de 1992 à 2012.
Disposant notamment d'une solide équipe de football américain, les Bulldogs s'illustrent également en softball avec le gain du titre national NCAA en 1998.